# Zeltnagel (Heraldik)
Der Zeltnagel ist in der Heraldik eine gemeine Wappenfigur und selten im Wappen. Der Heraldiker Otto Titan von Hefner bezeichnet sie auch als Zapfen, wobei die zylindrische Darstellung sich unterscheidet.

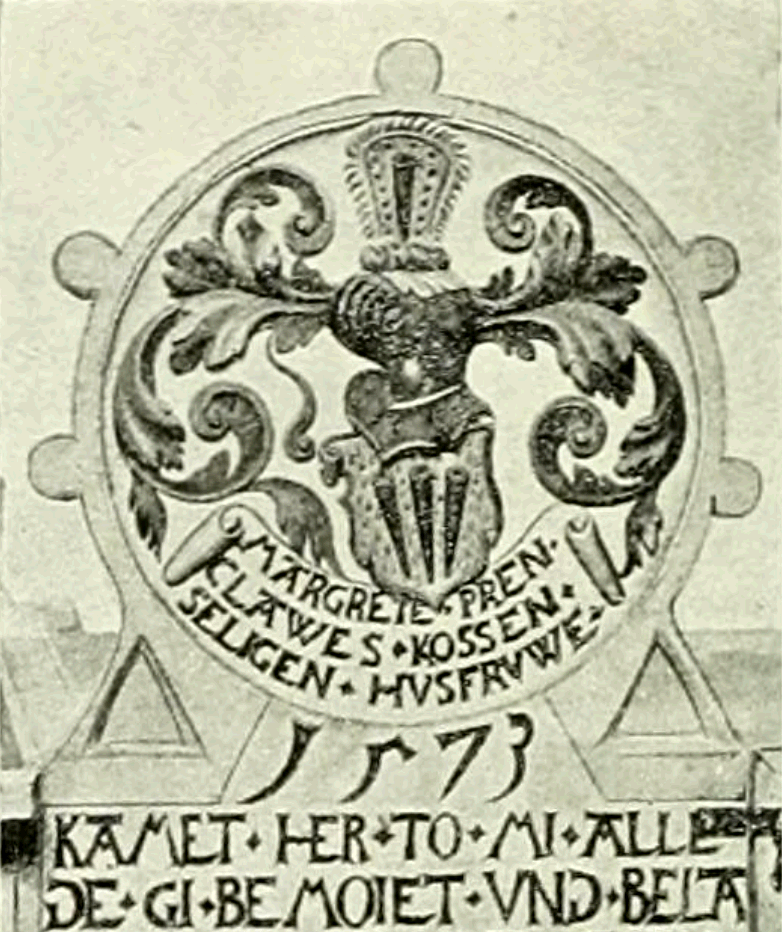
Wappen der Preen in der Kirche von Cammin (bei Rostock)
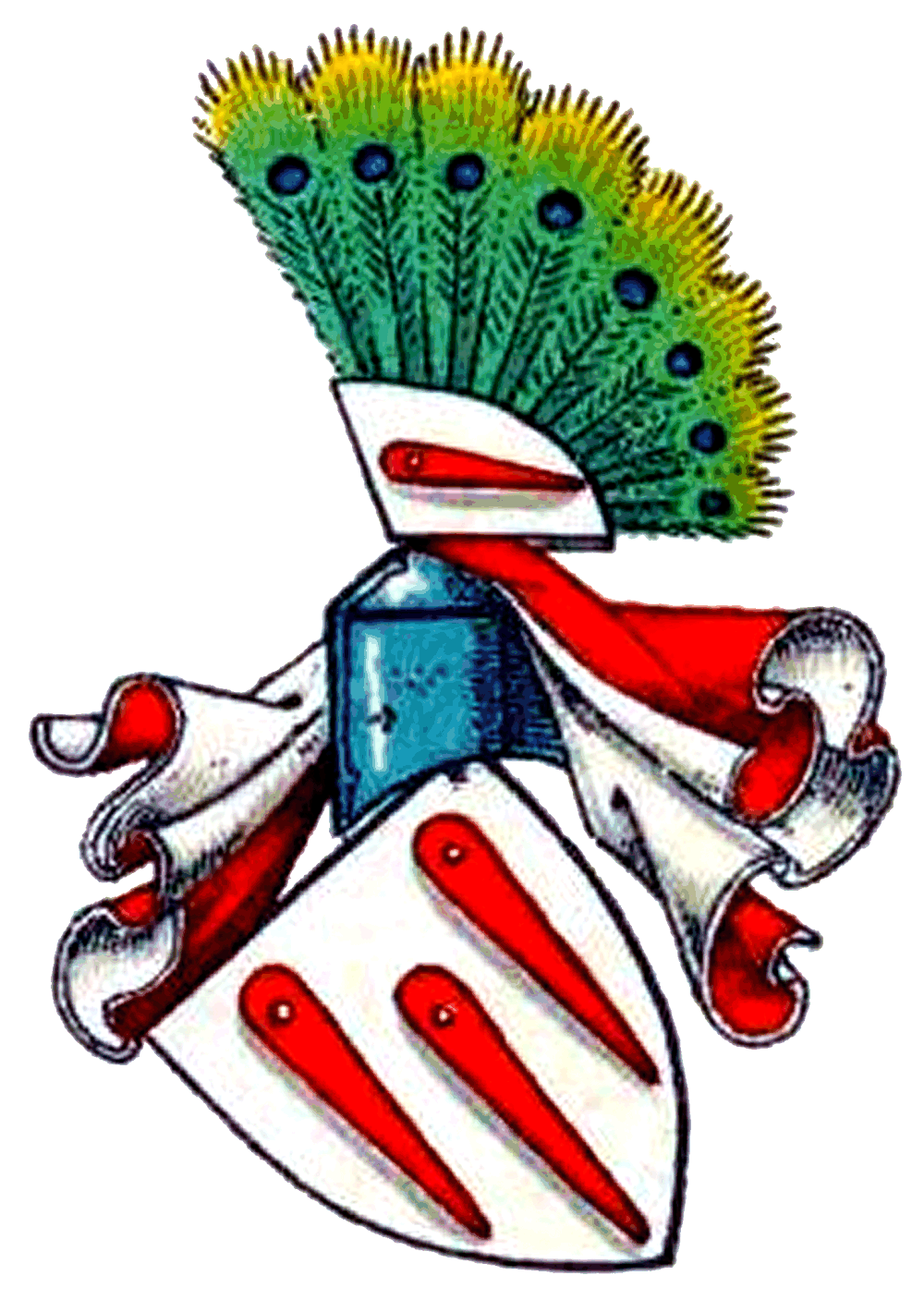
Wappen Preen (Adelsgeschlecht)

Die Figur läuft von oben breit nach unten spitz aus und hat einen rechteckigen Einschnitt unterhalb des „Nagelkopfes“. Die Größe sollte ein Drittel des Wappenfeldes sein. Die Tingierung ist gemäß den heraldischen Regeln und die Stellung im Wappen ist der Anzahl angepasst und wird gelegentlich als links- oder rechtsschräg beschrieben. Auch im Oberwappen ist der Zeltnagel nachzuweisen.
Beispiele:
Im gevierten Wappen von Knebel-Döberitz waren im Feld 2 und 3 für das Adelsgeschlecht Döberitz in Rot silberne Zeltnägel dargestellt. Auch im Wappen vom Mecklenburger Adelsgeschlecht Preen (abweichende Form) sind die Zeltnägel zu finden. Hier werden sie mit Pfriem bezeichnet.